# Outland
Outland es un videojuego de plataformas desarrollado por el estudio finlandés Housemarque y distribuido por Ubisoft para las consolas PlayStation 3 y Xbox 360. El videojuego fue publicado como descarga digital en las plataformas PlayStation Network y Xbox Live Arcade el 27 de abril de 2011 en todo el mundo. Outland cosechó buenas reseñas por parte de la crítica: en el sitio web de análisis agregados Metacritic obtuvo una puntuación de 84 sobre 100 para la versión de Xbox 360, y de 83 sobre 100 para la de PlayStation 3. Asimismo, el juego fue nominado para «juego del año» de 2011 por parte de los editores de los sitios especializados IGN y GameSpot, y fue denominado «mejor juego nacional» de 2011 por la asociación FIGMA.